# Ferrari FF
Ferrari FF je sportovní automobil vyrobený automobilkou Ferrari, který byl poprvé odhalen 21. ledna 2011. Oficiální prezentace byla na autosalonu v Ženevě 2011. Označení FF znamená „Ferrari Four“ (jde o čtyři místa a pohon čtyř kol). Je to vůbec první Ferrari s pohonem čtyř kol a zároveň první Ferrari s karoserií shooting brake. FF by měl díky pohonu čtyř kol být použitelný i v náročnějších podmínkách, jako je silný déšť a sníh. Díky čtyřem místům k sezení a většímu zavazadlovému prostoru také praktičtější. Ferrari tvrdí, že FF je nejrychlejší čtyřsedadlový automobil na světě. Prodává se za 260 000 € a první rok se počítá s produkcí 800 kusů. Automobil nahrazuje typ 612 Scaglietti.
Ferrari vytvořilo automobil, který má být mnohem použitelnější než jeho předchůdce 612 Scaglietti: jeho systém pohonu čtyř kol umožňuje jet v relativně nebezpečných podmínkách, jako je silný déšť nebo sníh. A také čtyři sedadla spolu s objemným zavazadlovým prostorem, díky designu shooting brake, ho dělají mnohem praktičtějším.

## Technické specifikace

### Ostatní údaje
- Rozchod kol vpředu: 1 676 mm
- Rozchod kol vzadu: 1 660 mm
- Objem zavazadlového prostoru: 450 l
- Rozložení váhy: 47 % vpředu, 53 % vzadu
- Brzdové kotouče: vpředu ø 398 mm, vzadu ø 360 mm

### Motor
Ferrari FF má největší motor, který kdy Ferrari vyrobilo: 6,3 l s atmosférickým sáním a přímým vstřikováním 65° V12, umístěný vpředu.
- Objem motoru: 6 262 cm3
- Max. výkon: 485 kW (660 k) při 8 000 ot/min
- Max. točivý moment: 683 Nm točivého momentu při 6 000 ot/min
- Vrtání × zdvih: 94 × 75,2 mm
- Kompresní poměr: 12,3:1

### Jízdní vlastnosti
- Max. rychlost: 335 km/h
- Zrychlení z 0 na 100 km/h: 3,7 s
- Zrychlení z 0 na 200 km/h: 11,0 s
- Brzdná dráha ze 100 km/h: 35 m

### Převodovka
FF je vybaven sedmistupňovou dvouspojkovou poloautomatickou převodovkou s řazením pádly pod volantem, systém je podobný jako u typu California a 458 Italia.

### Pohon čtyř kol
Automobil používá nový systém pohonu čtyř kol vyvinutý Ferrari. Nazývá se 4RM a podle výrobce je až o 50 % lehčí (váží jen 45 kg) než podobné systémy a umožňuje inteligentně rozložit výkon na každé ze čtyř kol podle potřeby. Systém se takto chová, když je na ovladači manettino nastaven režim „komfort“ nebo „sníh“, jinak nechává automobil v klasickém rozložení pohonu zadních kol.
Tento systém je založen na druhé, jednoduché převodovce (komponenty vyrobené od Carraro) umístěné vpředu před motorem. Tato převodovka (označovaná jako „power take off unit“ – PTU, což volně přeloženo znamená „jednotka pro výkon při startu“) má jen dva převody vpřed (2. a 4. stupeň) a jeden vzad (s převodovými poměry o 6 % delšími než odpovídající poměry v hlavní převodovce), takže systém je aktivní jen při 1. až 4.  stupni. Spojení mezi převodovkou a každým předním kolem zajišťují nezávislé spojky Haldex bez diferenciálu. Díky rozdílu v převodových poměrech spojky plynule kloužou a přenáší maximálně 20 % točivého momentu. Byl publikován podrobný popis tohoto systému (založený na rozhovoru s Robertem Fedelim, technickým ředitelem Ferrari).

## Design

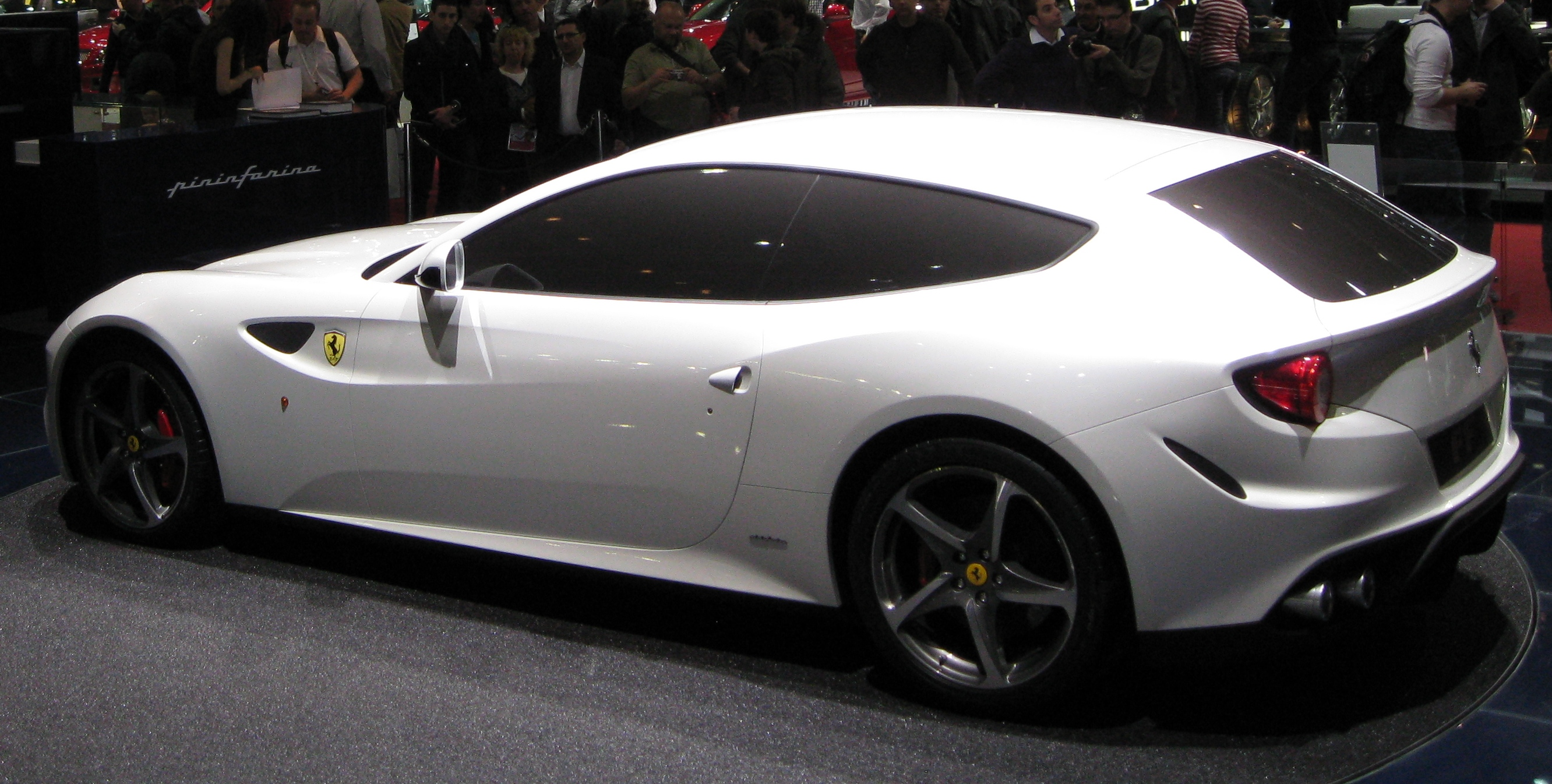
Ferrari FF zezadu na ženevském autosalonu 2011

### Exteriér
Design Ferrari FF ukazuje, že se jedná nepochybně o moderní Ferrari. Jeho přední světlomety jsou téměř identické s typem 458 Italia, dvoukruhová zadní světla sdílí s typem 599 GTB. Stejně tak čtyři koncovky výfuku nebo podobnou masku chladiče. Nejvíce nápadný je však shooting brake design.

### Interiér
Kombinace hatchbacku shooting brake se sklápěcími zadními sedadly poskytuje FF zavazadlový prostor o objemu mezi 450 a 800 litry.